# Уральский уезд
Уральский уезд — административная единица в составе Уральской области и Уральской губернии. Центр — город Уральск.

## География
Река Урал разделяла уезд на две части —земли казачьего войска на правом берегу  и киргизские (казахские) на левом.
По территории уезда проходили Оренбургский, Гурьевский, Бузулуцкий и Уильско- Темирский почтовые тракты, а также Покровско-Уральская железная дорога.
На западе уезд граничил с Новоузенским уездом Самарской губернии, на севере — с Оренбургской губернией, на юге — с Лбищенским уездом, на востоке — с Тургайской областью.

## Административное деление
В начале XX века в состав уезда входили 16 станиц, а также 16 русских и 9 киргизских (казахских) волостей.
Станицы по состоянию на 1904 год:
- 1-я Уральская станица
- 2-я Уральская станица
- Трёкинская станица
- Рубёженская станица
- Кирсановская станица
- Иртецкая станица
- Благодарновская станица
- Красноумётская станица
- Соболевская станица
- Круглоозёрная станица
- Илецкая станица
- Студёновская станица
- Мухрановская станица
- Мустаевская станица
- Каменская станица
- Чижинская станица

Волости по состоянию на 1904 год:
- Александровская волость
- Алексеевская волость
- Никольская волость
- Покотиловская волость
- Приуральская волость
- Святодуховская волость
- Фёдоровская волость
- Караабинская волость
- Бурлинская волость
- Чингирлаусская волость
- Джамбейтинская волость
- Карачаганакская волость
- Джиренькупинская  волость[2]

## История
Уезд в составе Уральской области был образован в 1868 году. 12 октября 1920 года уезд стал частью Уральской губернии Киргизской АССР.

## Население
В 1901 году население уезда составляло 223 000 человек, в том числе оседлое — 150 000, кочевое — 72 000, переселенцы — 1 000. По плотности населения уезд занимал первое место в области.
Основное занятие казаков — рыбная ловля, кочевого населения — скотоводство.
На территории уезда было 466 небольших заводов и мельниц, на которых были заняты 1 500 человек.